# Ange (Overwatch)
Pour les articles homonymes, voir Ange (homonymie).
Angela Ziegler, plus connue sous le nom d'Ange (Mercy en anglais) est l'un des douze personnages originaux du jeu de tir à la première personne (FPS) Overwatch sorti en 2016 par le développeur de jeu vidéo Blizzard entertainment. D'abord façonnée pour être un homme, elle finira par être développée en tant que femme dans la catégorie support (soigneur) du jeu vidéo. Durant une partie, elle a pour rôle de soigner, booster et ressusciter ses alliés morts au combat. Elle est doublée par la comédienne Sybille Tureau.

## Gameplay
En tant que rôle support du jeu Overwatch, Ange possède un caducée avec lequel elle peut tirer un rayon qui permet de soigner ses alliés mais aussi d'augmenter les dégâts qu’ils infligent aux adversaires. Pour faciliter son rôle de soigneur, elle a la capacité de voir les personnes de son équipe et leurs points de vie à travers n’importe quel mur mais aussi de s'élancer rapidement pour rejoindre ses coéquipiers. En cas d’attaque, elle peut s’armer du Miséricorde, une arme de poing automatique qui lui permet de se défendre contre ses ennemis si nécessaire. Dans l'éventualité d’une chute, ses ailes lui servent à ralentir sa descente et de planer par la même occasion.
En 2018, sa capacité ultime « Résurrection » qui permet de ressusciter plusieurs alliés en même temps, change pour devenir « Valkyrie » qui lui donne la capacité de voler où elle veut mais aussi d’élargir son rayon de soin et de boost à tous les héros. Résurrection, son ancienne capacité ultime, devient une compétence qui lui permet de réanimer un allié mort au combat toutes les trente secondes,.

## Histoire
Dans l’univers d’Overwatch, Angela est une scientifique et médecin à la renommée internationale. Elle est à l'origine de la création d’une nouvelle médecine révolutionnaire appelée nanobiothique, dérivé de la nanotechnologie, une technologie qui va faire avancer de façon considérable le traitement des maladies mortelles mais aussi dans la régénération des cellules essentielles à la vie. Grâce à cette découverte, elle officie pendant plusieurs années dans les hôpitaux les plus réputés de Suisse, pays dont elle est originaire, avant de s’engager en tant que médecin de guerre aux côtés d'Overwatch, une association qui regroupe différents héros venant du monde entier et luttant pour le maintien de la paix. Armée de son armure à propulseur (Armure Valkyrie) créée par son ami proche Torbjörn, de ses ailes d’ange et de son caducée, elle vient en aide aux victimes du conflit au service d'Overwatch durant plusieurs années. Au même moment, elle rencontre Genji Shimada, qu’elle sauve de la mort après une confrontation avec son frère Hanzo, en faisant de lui un cyborg aux capacités hors-normes. Il rejoint à son tour Overwatch.
Néanmoins fervente défenseuse de la paix, son rôle de médecin de guerre ne lui convient plus. Ses missions auprès d'Overwatch sont des échecs et sa vocation de médecin urgentiste n'est plus celle qu'elle était en rejoignant l'affiliation quelques années auparavant. Après le démantèlement d'Overwatch, Ange abandonne le champ de bataille et reprend son combat en tant que médecin urgentiste à plein temps, en particulier dans les pays touchés par la guerre entre humains et omniaques. Elle disparaît des radars et se fait oublier de la communauté internationale. Quelques années plus tard, au Caire, elle viendra en aide à la population égyptienne touchée par un attentat terroriste orchestré par « La Griffe » aux côtés de Jack Morrison et Ana Amari, ses associés de l'époque.

## Développement et Design

### Personnage
Les premières versions d'Ange sont complètement éloignées du design actuel. Originellement, elle est dessinée pour être un homme à la musculature imposante mais le concept n’est pas gardé et les développeurs finissent par opter pour un design plus épuré qui finira par ressembler au modèle existant. Après avoir longtemps hésité pour savoir quelle couleur lui attribuer (vert ou rouge pour rappeler les couleurs militaires et médicales), les designers choisissent une tenue inspirée d’univers fantastiques comme La Lumière de Warcraft, et changent de couleur pour du jaune et or.

### Armes
Dans le jeu, Angela possède deux armes : un caducée et une arme de poing. Mais ces dernières n’ont pas toujours été les mêmes. Pour les designers, l’idée du bâton était idéal pour un personnage comme Ange mais ils voulaient qu'elle puisse se défendre ; c’est pourquoi ils ont d’abord imaginé une arme qui combine à la fois un pistolet et un caducée en inventant un bâton qui pourrait se transformer en pistolet. Cependant l’idée n’est pas retenue car les développeurs trouvent le rendu du character design trop chargé. Finalement, Ange sera équipée d’un caducée et d’un pistolet indépendants l’un de l’autre.

### Skin Design
En 2018, Blizzard Entertainment s’associe avec la Breast Cancer Research Foundation (en) dans l’objectif de récolter des dons pour la recherche contre le cancer du sein. À cette occasion, Ange reçoit un skin (un design de vêtement) « Pink Mercy » (« Ange rose ») que les joueurs peuvent acquérir pour 15 euros. 12,7 millions de dollars ont ainsi été récoltés et les bénéfices ont été reversés à l'association en partenariat avec Overwatch,,.